# Dapsilitas bicolor
Dapsilitas bicolor är en stekelart som beskrevs av Braet, Barbalho och Van Achterberg 2003. Dapsilitas bicolor ingår i släktet Dapsilitas och familjen bracksteklar. Inga underarter finns listade i Catalogue of Life.